# Мирабдазизов, Халил Максудович
Халил Максудович Мирабдазизов (узб. Ҳалил Мақсудович Мирабдазизов; 1914, Пишпек, Пишпекский уезд, Семиреченская область, Российская империя — 20 сентября 1977, Ош, Киргизская ССР, СССР) — советский узбекский партийный, государственный и общественный деятель. Первый секретарь Ошского обкома КП Киргизии (1954—1955), первый секретарь Ошского горкома и ряда райкомов Компартии Киргизии, депутат Верховного Совета Киргизской ССР II, III и V созывов. Герой Социалистического Труда (1957).

## Биография
Родился в 1914 году в городе Пишпек (ныне Бишкек) Семиреченской области в семье дехканина, по национальности узбек. Член ВКП(б) с 1939.
Трудовую деятельность начал в 1929 году рабочим на строительстве железной дороги Фрунзе — Токмак. В 1930—1938 годах работал в советских учреждениях, с 1938 по 1943 год работал в аппарате Центрального Комитета ЛКСМ Киргизии, затем секретарь Ошского обкома комсомола Киргизии, член ЦК ЛКСМ Киргизской ССР. В 1943—1950 годах работал первым секретарём Баткенского райкома партии. В 1950—1953 годах первый секретарь Ошского райкома партии, в 1954—1955 годах первый секретарь Ошского обкома партии Киргизии, с 1955 года первый секретарь Ошского горкома партии, затем до 1960 года первый секретарь Кара-Суйского райкомов партии Киргизии.
Под его руководством укрепилась социально-экономическое положение Ошской области и Кара-Суйского района, повысилась урожайность сельскохозяйственных культур, особенно хлопчатника, возросла продуктивность общественного животноводства, были введены в строй многочисленные промышленные предприятия, построены социально-культурные объекты, система водопровода, канализации, асфальтированы и расширены улицы.
Избирался депутатом Верховного Совета Киргизской ССР 2-го, 3-го и 5-го созывов (1947—1955, 1959—1963 годы).
Из Указа Президиума Верховного Совета СССР от 15 февраля 1957 года «О присвоении звания Героя Социалистического Труда колхозникам, колхозницам, работникам машинно-тракторных станций и совхозов, партийным и советским работникам Киргизской ССР»
За выдающиеся успехи, достигнутые в деле увеличения производства сахарной свёклы, хлопка и продуктов животноводства, широкое применение достижений науки и передового опыта в возделывании хлопчатника, сахарной свёклы и получение высоких и устойчивых урожаев этих культур присвоить звание Героя Социалистического Труда с вручением ордена Ленина и золотой медали «Серп и Молот» Мирабдазизову Халилу — первому секретарю Ошского райкома партии Ошской области.
Персональный пенсионер союзного значения. Умер 20 сентября 1977. Похоронен в Оше.

## Награды
- Герой Социалистического Труда (15.02.1957)[2][3]
- 2 Ордена Ленина
- Орден Красной Звезды
- 2 Ордена «Знак Почёта»
- Почётная грамота Президиума Верховного Совета Киргизской ССР
- многочисленными медалями и почётными грамотами.